# فحشاء
الفحشاء هو ما ينفر عنه الطبع السليم، ويستنقصه العقل المستقيم.